# David Faristian
David Faristian (sinh ngày 15 tháng 12 năm 1989 ở Gresik, East Java) là một cầu thủ bóng đá người Indonesia hiện tại thi đấu cho Gresik United ở Indonesia Super League.